# Stanko Vurnik
Stanko Vurnik, slovenski umetnostni zgodovinar, etnolog in muzikolog, *11. april 1898 Šentvid pri Stični, † 25. marec 1932 Ljubljana.

## Življenje
Rodil se je organistu Mateju Vurniku in cerkveni pevki Ani, rojeni Krevs. Srednjo šolo je zaključil l. 1917 na 1. državni gimnaziji v Ljubljani. Istega leta je bil vpoklican k vojakom. Po vojni se je vpisal na Filozofsko fakulteto v Zagrebu, a je zaradi denarnih težav l. 1920 s študijem prekinil in služboval kot pogodbeni uradnik pri dopisnem uradu deželne vlade za Slovenijo v Ljubljani. L. 1921 so urad ukinili in Vurnik se je ponovno vpisal na Filozofsko fakulteto, tokrat v Ljubljani, kjer je doštudiral umetnostno zgodovino. Obenem je vstopil v uredništvo časopisa Jutro in pisal v njegovo kulturno rubriko. L. 1924 je postal asistent Nika Županiča v Etnografskem muzeju v Ljubljani, leto pozneje pa je doktoriral iz umetnostne zgodovine z disertacijo o slikarju Valentinu Metzingerju. Ves čas svojega delovanja v muzeju je bil kot glasbeni in umetnostni poročevalec zaposlen pri časopisu Slovenec. Jeseni l. 1931 je zbolel za jetiko in leto kasneje umrl.

## Delo
Vurnik je odraščal v glasbenem okolju. Veliko je pisal za časopise in s članki polemično posegal v kulturno dogajanje. Anonimno je v podlistku časnika Slovenec in v revijah Dom in svet ter Ljubljanski zvon objavil vrsto glasbenih in likovnoumetnostnih filipik. Zavzemal se je za novo pojmovanje umetnosti in za sodobne smeri.

### Umetnostni zgodovinar
Izhodišče za njegovo umetnostnozgodovinsko delo je disertacija o baročnem slikarju Valentinu Metzingerju. Poglobil se je v študij baroka in njegov razcvet na Slovenskem v 1. polovici in sredi 18. stoletja pojasnjeval s sklicevanjem na slovensko reformacijo in protireformacijo. Preučeval je ilustracije Dalmatinove biblije, Valvasorjevo delo in umetnostno teoretično usmerjenost članov Academije operosorum Labacensium. Rezultate teh študij je strnil v uvodu k študiji o Metzingerju, ki jo je nekaj let po disertaciji objavljal v Zborniku za umetnostno zgodovino.
Na njegove ideje je odločilno vplivalo šolanje pri Izidorju Cankarju, avtorju dela Uvod v umevanje likovne umetnosti: Sistematika stila (1926), s katerim je v slovenski prostor vnesel umetnostnozgodovinsko metodo dunajske šole Maxa Dvořaka. Prva generacija šolanih umetnostnih zgodovinarjev (Izidor Cankar, France Stele, Vojeslav Mole), kamor spada tudi Vurnik, je bila kritična do slovenskega ekspresionizma. Vurnik je skupaj z etnologom Rajkom Ložarjem zavračal skrajnosti v okviru modernističnega ekspresionizma in avantgarde, vzrok katerih naj bi bil v pretiranem individualizmu. Vurnik je bil prepričan v vodilno vlogo arhitekture med drugimi umetnostnimi strokami, pri čemer so mu sledili tudi drugi kritiki. Zavzemal se je za funkcionalistično arhitekturo in poudarjal, da za romantiko in čustveni ekspresionizem ni več prostora. Zanimala ga je moderna arhitektura v smislu skupne lastnine, za katero je menil, da je glavno orodje za poseganje v družbena dogajanja. Vrednote takšne ideologije so jasne: pomembna je skupnost in družba, ki zavrača individualizem. Te vrednote bodo temelj za prihodnjo družbeno preobrazbo.

### Muzikolog
Po mnenju Franceta Steleta je Vurnikovo delo Uvod v glasbo (1929) njegov največji znanstveni dosežek. Ideje s področja umetnostne zgodovine je prenesel na področje glasbe, s čimer je postavil temelje slovenske glasbene znanosti. Delo je pomembno zaradi Vurnikovega pojmovanja stila in stilnega razvoja v glasbi. Po njegovem je stil odraz značilnosti nekega zgodovinskega obdobja in ne merilo kvalitete umetnine.
L. 1926 je zahteval ustanovitev muzikološke stolice v Ljubljani. Operne in koncertne kritike je objavljal od leta 1921, po zaposlitvi v Etnografskem muzeju pa je postal stalni glasbeni kritik. Tako kot na področju arhitekture se je tudi na glasbenem področju boril za nastajanje novih glasbenih smeri.
Kot etnolog je začel z znanstveno obdelavo ljudske glasbe. Zaradi njegovih prizadevanj se je v okviru Etnografskega muzeja začelo zapisovati ljudske pesmi na terenu. Posvetil se je stilu slovenske ljudske pesmi in razlagal, da gre za preplet arhaičnega vzhoda in naprednejšega zahoda.

### Etnolog
Vurnik je bil za Zupaničevega asistenta v Etnografskem muzeju imenovan 12. julija 1924. Štiri leta kasneje je pred komisijo opravil državni strokovni izpit iz muzejskih strok in administrativno strokovnega znanja ter bil imenovan za kustosa. V muzeju je delal vse do svoje smrti, torej osem let.
Proučeval je ljudsko arhitekturo, strukture vasi in naselbin ter dvorov na območju Slovenije. Raziskoval je na terenu (Bela krajina, Dolenjska, Gorenjska) in primere stavbarstva fotografiral. Študiral je nošo, zlasti pečo in avbo, in jo stilno tipiziral. Obravnaval je slovensko ljudsko slikarstvo (npr. poslikavo panjskih končnic, slike na steklu, kmečko ornamentiko, votivne in požarne freske), eksotične predmete, epiko, vraže in ljudsko glasbo. Pisal je o šegah: božičnih, spomladanskih in velikonočnih.
Vurnikovo delo v Etnografskem muzeju je bilo sistematično in poglobljeno in je zajemalo mnoga področja. V teh letih je objavljal v reviji Etnolog. Obravnaval je vse dostopne vire, primerjal muzejsko gradivo s tistim na terenu, na koncu pa v študij vpeljal še umetnostnozgodovinsko stilno metodo. Vurnikovo raziskovanje slovenske ljudske kulture je temeljnega pomena. Vilko Novak je o njegovem prispevku k znanosti zapisal takole:
Znanstveni delež Stanka Vurnika, ki se je v kratkem življenju uveljavil v treh strokah, je gotovo najpomembnejši v etnologiji. Zaradi časovnih in delovnih razmer ni posebno obsežen, toda zaradi uvedbe znanstvene metode v obravnavanje nekaterih področij in zaradi temeljnih raziskav v njih bo ohranil svoj pomen tudi v prihodnje. (Traditiones 1984, št. 10–12)

## Izbor del
- Doneski k studiju slovenske avbe. Etnolog 1/1926-1927
- Slovenska peča. Etnolog 2/1928
- Slovenske panjske končnice. Etnolog 3/1929
- Uvod v glasbo, 1929
- Prevod angleškega romana Oscarja Wilda Slika Doriana Graya, 1925
- Umetnostno-zgodovinski zbornik (1922-1926)
- Slikar Janez Valentin Metzinger 1702-1759 (doktorat)
- Umetnostni eseji v časopisih Dom in svet (1926) in Ljubljanski zvon (1923, 1926)
- Kritike v časopisih Jutro in Jugoslavija in Slovenci (1919-1926)